# 城区街道 (永清县)
永清县街道，是中华人民共和国河北省廊坊市永清县下辖的一个乡镇级行政单位。

## 行政区划
永清县街道下辖以下地区：
虹光社区、益兴道社区、燕南社区、幸福道社区、康宁社区、黎明巷社区、鑫琳社区、玉麟社区、宏业道社区、金三角社区、府西街社区和花苑社区。